# 2013年格陵蘭大選
2013年格陵蘭議會選舉於2013年3月12日舉行，當時的反對黨前進贏得格陵蘭議會31個議席當中的14席，成為議會第一大黨。同年3月26日，該黨領袖艾蕾卡·韓蒙德成為格陵蘭首位女總理。

## 選舉制度
格陵蘭議會內的所有31個席位是在多議員選區中透過比例代表制選出，另外於首府努克亦只設有一個投票站。

## 選前焦點
該次選舉的其中一個主要議題是該島礦物資源的開採，當時的執政黨因紐特人共同體支持容許以華人為多數的外籍勞工進入當地並為格陵蘭採礦業工作，但前進則反對此提議。此外稀土金屬也是該次選舉的另外一個主要焦點，因紐特人共同體主張維持禁止開採經常夾雜在鈾礦內的稀土資源，以避免開採到當中的輻射性材料，可是前進則認為應取消這項禁令。

## 選舉結果
2013年格陵蘭議會選舉的最終結果如下：
| 政黨               | 政黨               | 所得票數 | 百分比 | 贏得議席 | +/–    |
| ------------------ | ------------------ | -------- | ------ | -------- | ------ |
|                    | 前進               | 12,910   | 43.22  | 14       | +5     |
|                    | 因紐特人共同體     | 10,374   | 34.73  | 11       | –3     |
|                    | 共同体意识         | 2,454    | 8.21   | 2        | –1     |
|                    | 因紐特人黨         | 1,930    | 6.46   | 2        | 新政黨 |
|                    | 民主黨             | 1,870    | 6.26   | 2        | –2     |
|                    | 候選人協會         | 326      | 1.09   | 0        | –1     |
|                    | 獨立人士           | 9        | 0.03   | 0        | –      |
| 無效或空白票       | 無效或空白票       | 263      | –      | –        | –      |
| 總票數             | 總票數             | 30,136   | 100    | 31       | 0      |
| 已登記選民與投票率 | 已登記選民與投票率 | 40,613   | 74.20  | –        | –      |

## 政府組成
該次議會選舉結束後，前進領袖艾蕾卡·韓蒙德表示她並「不急於去組成一個聯合政府」，並指出自己將會等待以及聆聽其他政黨提出的要求。韓蒙德最終與團結和因紐特黨組成聯合政府，前進黨擔任8個內閣職位的其中6個，團結的1個黨員出任健康和基礎設施部部長，而環境部部長則會由因紐特黨的1位黨員出任。